# Missa em Si Menor

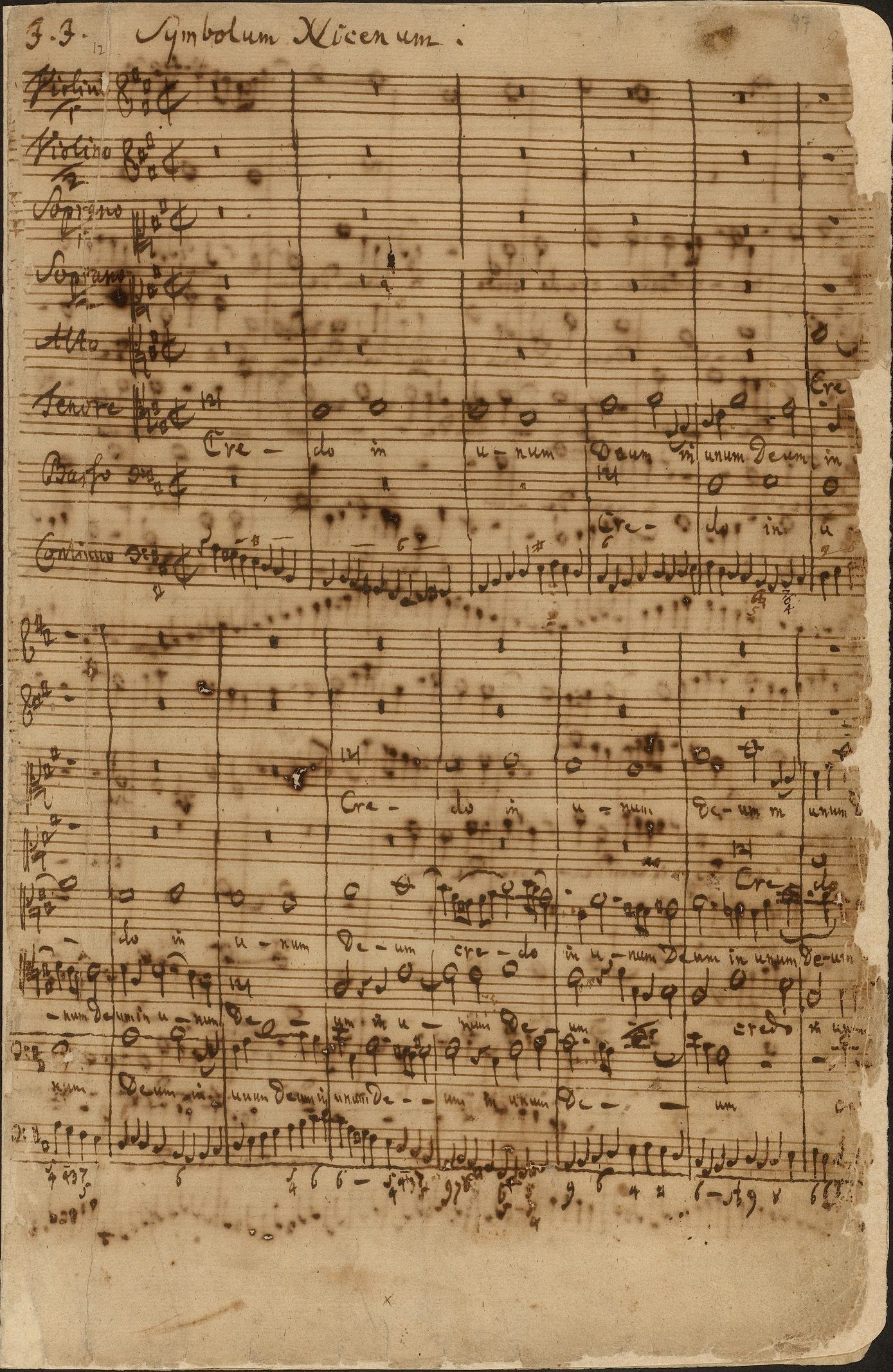
Johann Sebastian Bach, Messe in h-Moll BWV 232, erste Seite des Credo

A Missa em Si Menor (BWV 232) é uma tradução musical da Missa latina de Johann Sebastian Bach. Embora partes da Missa em Si Menor datem de 1724, o todo só foi montado na forma que conhecemos em 1749, imediatamente antes da morte do compositor em 1750.

## Fundo histórico e contexto da Missa em Si Menor
Surpreendentemente, Bach não deu um título à obra. Em vez disso, na partitura, as quatro partes da Missa Latina têm, cada uma, sua página título—Kyrie, Gloria, Symbolum Nicaenum (conhecido como Credo Niceno - Credo) e o Sanctus, Hosana, Benedictus, Agnus Dei— e simplesmente agrupou todos juntos. Na verdade, as diferentes seções têm diferentes número e arranjo de intérpretes, levando à teoria de que Bach jamais teria esperado que a obra fosse toda executada numa única audição. Por outro lado, as partes no manuscrito são numeradas de 1 a 4 e a assinatura usual de Bach (S.D.G. = Soli Deo Gloria) é encontrar apenas no final do Dona Nobis Pacem. De qualquer modo, a Missa representa uma experiência musical poderosa e unificadora. Devido ao seu tamanho—aproximadamente duas horas de música—nunca foi tocada integralmente como parte da liturgiada igreja. Depois da morte de Bach, seu filho, Carl Philipp Emanuel Bach executou em Berlim a parte do Glória, mas não a missa completa. Apresentações em grande escala de toda a obra não foram encenadas até o século XIX, a primeira grande apresentação tendo ocorrido em 1850. A primeira audição americana da Missa, foi feita em 27 de março de 1900 pelo Bach Choir of Bethlehem, em Belém, Pensilvania (EUA).
Um comentarista resume a obra da seguinte maneira: "A Missa em Si menor é a coroação de toda uma vida. Iniciada em 1733, por razões diplomáticas, foi concluída nos últimos anos da vida de Bach, quando ele já estava cego. Esta obra monumental representa a síntese de tudo que o Kantor de Leipsig contribuiu para a música em termos de estilo e de técnica. Mas é também o mais impressionante encontro espiritual entre os mundos da glorificação católica e o culto luterano da cruz (A. Basso)."
Bach era um luterano comprometido e é apenas aparentemente estranho que tenha composto uma missa latina dessa magnitude, integrante da liturgia da Igreja Católica Romana. Deve ser lembrado que as igrejas luteranas de seus dias, freqüentemente celebravam missas latinas. Como um dos maiores compositores religiosos, ele se preocupava com o cerne do mistério cristão. Lutero admitia na revisão que fez da Missa Romana tradicional, o Kyrie, o Gloria in Excelsis, o Credo Niceno e o Sanctus. Bach produziu quatro pequenas missas (com duas seções apenas) para uso litúrgico.

### Cronologia
Segundo Mellers a cronologia das seções da Missa é obscura, mas pode ser mais ou menos estabelecida como segue:
- O Sanctus foi composto em 1724
- Os Kyrie e Gloria foram compostos em 1733, o primeiro como um lamento pela doença de Augustus, o Forte, que veio a falecer em 1 de fevereiro de 1733, e o segundo para celebrar a ascensão de seu sucessor, o Eleitor da Saxônia e mais tarde rei da Polônia, o Rei Augusto III, que, para assumir o trono da Polônia, se converteu ao catolicismo. Estas duas seções foram apresentadas por Bach a Augustus III, junto com uma nota datada de 27 de julho de 1733, como uma Missa com as partes Kyrie  e Gloria, BWV 232a, na esperança de obter o título de Compositor da Corte Eleitoral da Saxônia, lamentando-se de que havia sofrido imerecidamente, uma injúria após outra em Leipzig.[3] Provavelmente, estas partes da Missa foram executadas em 1733, na Sophienkirche, em Dresden, onde Wilhelm Friedemann Bach trabalhava como organista desde junho, sem a presença dos a quem for dedicada. Entretanto, em 1734, Bach interpretou uma cantata em honra de Augusto, na presença do rei e da rainha, cujo primeiro movimento era a mesma melodia do Hosanna[3]
- O Credo pode ter sido escrito em 1732.
- Em 1747 ou 1749, Bach copiou, com cuidadosa caligrafia, toda a partitura.

Embora umas poucas seções da obra tenham sido especificamente identificadas como sendo reutilizadas de outras peças, alguns especialistas tais como Joshua Rifkin, acreditam que a maior parte das músicas foi reutilizada, primariamente pela evidência mostrada pelos manuscritos e pelos modelos composicionais. A única exceção seriam os 4 compassos de abertura do primeiro Kyrie e a seção Confiteor do  Credo, ambos contendo rasuras e correções no manuscrito. Detalhes dos movimentos parodiados e suas fontes estão listados na relação dos movimentos.

### Status
Foi sugerido que a Missa em Si menor ocupasse a mesma categoria de A Arte da Fuga, como uma espécie de síntese do profundo envolvimento de Bach, ao longo de sua vida, com a música coral e com a teologia. Normalmente, a obra é vista como um dos pontos altos da música européia composta entre 1600 e 1900. Também foi imensamente admirada por Beethoven, cuja Missa Solene foi composta com o objetivo de se lhe igualar.
No Sanctus, Bach altera o texto litúrgico padrão. Sempre que na Missa se diz santo Senhor…céus e terra estão plenos de tua glória, Bach recorre à fonte bíblica em Isaías, em que os anjos cantam:os céus e a terra estão cheios de tua glória e, ao invés de retratar a adoração de uma congregação aqui na Terra, ele representa os coros celestiais.

## Estrutura da obra
- I. Kyrie
  - Kyrie eleison (1º) coro em 5 partes (Soprano I, II, Contralto, Tenor, Baixo) em Si menor. Identificado como Adagio, Largo em compasso C (4/4).[4]
  - Christe eleison Dueto (soprano I,II) in Ré maior, com violinos obbligato, Andante com compasso C.
  - Kyrie eleison (2º) Coro em 4 partes (Soprano, Contralto, Tenor, Baixo) in Fá sustenido menor, Allegro moderato, compasso 2/2 (¢), alla breve, (em Si-Sol-Lá).

- II. Gloria – observe os 9 (3 x 3, trinitarista) movimentos com estrutura bastante simétrica e com Domine Deus no centro.
  - Gloria in excelsis coro a 5 partes (Soprano I, II, Contralto, Tenor, Baixo) em Ré maior, Vivace, compasso 3/8. A música foi reutilizada no coro de abertura da Cantata BWV 191, de Bach.
  - Et in terra pax Coro a 5 partes (Soprano I, II, Contralto, Tenor, Baixo) em Ré maior, Andante, compasso C. Música reutilizada no coral de abertura da BWV 191.
  - Laudamus te Aria (soprano II) em Lá maior, com violino obbligato, Andante, compasso C.
  - Gratias agimus tibi Coral a 4 partes (Soprano, Contralto, Tenor, Baixo) em Ré maior, Allegro moderato compasso C alla breve. A melodia é um rearranjo do segundo movimento da Cantata Ratwechsel de Bach: Wir danken dir, Gott, wir danken dir, BWV 29.
  - Domine Deus Dueto (soprano I, tenor) em Sol maior Andante, compasso C. A melodia foi reutilizada no dueto da Cantata BWV 191.
  - Qui tollis peccata mundi coro em 4 partes (Soprano II, Contralto, Tenor, Baixo), em Si menor, Lento, compasso 3/4. O coro é um retrabalho da primeira metade da Cantata BWV 46.
  - Qui sedes ad dexteram Patris Ária (contralto) em Si menorcomo oboé d'amore obbligato, Andante commodo, compasso 6/8.
  - Quoniam tu solus sanctus Ária (baixo) em Ré maior com corno da caccia obbligato, Andante lento, compasso 3/4.
  - Cum Sancto Spiritu Coro a 5 partes, (Soprano I, II, Contralto, Tenor, Baixo) em Ré maior, Vivace, compasso 3/4. A melodia é reutilizada como o coral final do BWV 191.

- III. Symbolum Nicaenum, or Credo – note os 9 movimentos com estrutura simétrica e a crucifixão no centro.
  - Credo in unum Deum Coro em 5 partes (Soprano I, II, Contralto, Tenor, Baixo) em Lá mixolidio, Moderato, compasso 2/2.
  - Patrem omnipotentem Coro a 4 parte (Soprano, Contralto, Tenor, Baixo), em Ré maior, Allegro compasso 2/2. A música é um rearrajo do coral de abertura da Cantata BWV 171.
  - Et in unum Dominum Dueto (soprano I, Contralto) em Sol maior, Andante, compasso C.
  - Et incarnatus est coro a 5 parte (Soprano I, II, Contralto, Tenor, Baixo) em si menor, Andante maestoso, compasso 3/4.
  - Crucifixus coro a 4 partes (Soprano II, Contralto, Tenor, Baixo) em Mi menor, Grave, compasso 3/2. A melodia é um retrabalho do coro de abertura da Cantata BWV 12, Weinen, Klagen, Sorgen, Zagen.
  - Et resurrexit coro em 5 partes (Soprano I, II, Contralto, Tenor, Baixo) em Ré maior, Allegro, compasso 3/4.
  - Et in Spiritum Sanctum Ária (baixo) em Lá maior com oboé d'amore obbligati, Andantino, compasso 6/8.
  - Confiteor coro a 5 partes (Soprano I, II, Contralto, Tenor, Baixo) em Fá sustenido menor, Moderato, Adagio compasso 2/2.
  - Et expecto coro a 5 partes (Soprano I, II, Contralto, Tenor, Baixo) em Ré maior, Vivace ed allegro, compasso 2/2. A música é um rearranjo do coral (2º movimento) da Cantata BWV 120, Ratwechsel.

- IV. Sanctus, Hosanna, Benedictus, e Agnus Dei
  - Sanctus coro a 6 partes (Soprano I, II, Contralto I, II, Tenor, Baixo) em Ré maior, Largo, compasso C, Vivace, compasso 3/8. Derivado de um trabalho anterior, perdido, para 3 sopranos e 1 contralto, escrito em 1724.
  - Hosanna coro duplo em 8 partes (Soprano I, II, Contralto I, II, Tenor I, II, Baixo I, II) em Ré maior,Allegro, compasso 3/8. Um retrabalho do coral deabertura do BWV 215, embora ambos possa ter compartilhado um modelo comum mais antigo, perdido.
  - Benedictus Ária para tenor em Si menor com flauta obbligato, Andante, compasso 3/4.
  - Hosanna (da capo) coro duplo em 8 partes, em Ré maior, como acima.
  - Agnus Dei Ária para contralto em Sol menor, com violino obbligato, Adagio, compasso 4/4. Deriva-se de uma ária de uma cantata nupcial perdida (1725) que Bach também re-utilizou como a ária de contralto do Oratório da Ascensão (BWV 11). Como as duas versões sobreviventes são bastante diferentes, acredita-se que ambas compartilhem de um mesmo modelo comum.
  - Dona nobis pacem coro em 4 partes, Moderato, compasso 2/2. A melodia é a mesma de Gratias agimus tibi do Gloria.